# コリン作動薬
コリン作動薬（コリンさどうやく、英: cholinergic agent）は、アセチルコリンを模倣してコリン作動性線維に作用する薬物である。コリン作動薬には、ムスカリン作用とニコチン作用があるが、副交感神経作用薬としての働きは前者に相当する。代表的な薬物としては、受容体に直接作用するアセチルコリン、カルバコール、ムスカリンや、コリンエステラーゼを阻害するフィゾスチグミン、ネオスチグミンがある。逆にコリン作動性線維を抑制する薬物は、抗コリン薬という。

N,N,N-トリメチルエタノールアンモニウムイオンの構造式

アセチルコリンの構造式

一般的に「コリン」とは、N,N,N-トリメチルエタノールアンモニウムカチオンを含むさまざまな第4級アンモニウム塩を指す。コリンはほとんどの動物組織に存在し、神経伝達物質であるアセチルコリンの主要な要素であり、イノシトールと共にレシチンの基本成分として機能している。また、肝臓への脂肪の沈着を防ぎ、細胞内への脂肪の移動を容易にする。  
アセチルコリンを使って信号を送る副交感神経系は、ほとんどコリン作動性であると言われている。神経筋接合部、交感神経系の節前ニューロン、前脳基底部、脳幹複合体などもコリン作動性であり、エクリン汗腺の受容体もコリン作動性である。
サリンやVXガスなどの一部の化学兵器、催涙ガスなどの非殺傷性の暴動鎮圧剤、ダイアジノンなどの殺虫剤などがこれに該当する。
神経科学および関連分野では、コリン作動性という用語は、以下の文脈で使用される。
- ある物質（またはリガンド）が、アセチルコリンを生成、変化、または放出する能力（間接作用）、または体内の1つ以上のアセチルコリン受容体でその行動を模倣する能力（直接作用）があれば、コリン作動性である。このような模倣薬は、副交感神経作動薬またはコリン作動薬と呼ばれる。
- 受容体がアセチルコリンを伝達物質として使用する場合、コリン作動性という。
- シナプスがアセチルコリンを神経伝達物質として使用する場合、コリン作動性という。

## コリン作動薬
コリン作動薬の構造活性相関
1. 分子は正の電荷を持つことができる窒素原子を持っていなければならず、4級アンモニウム塩であることが望ましい。
2. 最大の効力を得るためには、窒素上に置換されたアルキル基の大きさがメチル基の大きさを超えないようにする。
3. 分子は、酸素原子、望ましくは水素結合に参加できるエステル性の酸素を持つべきである。
4. 酸素原子と窒素原子の間には丁度2つの炭素ユニットが存在すべきである。
5. 窒素上には2つのメチル基の存在が必須である。
6. より大きな第3のアルキル基は許容されるが、2つ以上の大きなアルキル基があると活性が失われる。
7. 分子の全体的な大きさはあまり変えられない。分子が大きいと活性が低くなる。

### 受容体型別作動薬

#### ムスカリン受容体作動薬
ムスカリン受容体は、自律神経系において抑制性シナプス後電位を担う他、エクリン汗腺の神経支配、神経筋接合部の体性神経シナプス前膜、local nervous systemのシナプス前後にも存在する。
- ムスカリン
- ピロカルピン
- セビメリン
- ベタネコール

#### ニコチン受容体作動薬
ニコチン受容体は、ニコチン性アセチルコリン受容体（nAChR）と呼ばれる受容体イオンチャネルで、自律神経系においても節後ニューロンの興奮性シナプス後電位を担っている。
- カルバコール
- ニコチン
- ネオスチグミン

### 作用機序別作動薬

#### 直接型作動薬
ニコチン受容体やムスカリン受容体を作動させる。
- コリンエステル
  - アセチルコリン（アセチルコリン受容体を全て駆動）
  - ベタネコール（M3受容体）
  - カルバコール（ムスカリン受容体の全てとニコチン受容体の一部）
  - メタコリン（英語版）（全ムスカリン受容体）
- 植物アルカロイド
  - アレコリン（M1，M2，M3受容体）
  - ニコチン
  - ムスカリン
  - ピロカルピン（M3受容体）

#### 間接型作動薬
間接型副交感神経作動薬は、可逆的コリンエステラーゼ阻害薬、不可逆的コリンエステラーゼ阻害薬、アセチルコリン放出促進物質、抗アドレナリン薬のいずれかである。抗アドレナリン薬は拮抗するシステムである交感神経系を抑制する。
- 可逆的コリンエステラーゼ阻害薬
  - ドネペジル
  - エドロホニウム
  - ネオスチグミン
  - フィゾスチグミン
  - ピリドスチグミン
  - リバスチグミン
  - タクリン
  - カフェイン（非競合的）[3]
  - フペルジンA
- 不可逆的コリンエステラーゼ阻害薬
  - エコチオパート（英語版）
  - イソフルロフェート（英語版）
  - マラチオン
- アセチルコリン放出促進物質
  - アルファGPC
  - シサプリド
  - ドロペリドール
  - ドンペリドン
  - メトクロプラミド
  - リスペリドン
  - パリペリドン
  - トラゾドン（αアドレナリン受容体遮断経由）
- 抗アドレナリン薬：α遮断薬とβ遮断薬も参照
  - クロニジン（α受容体作動性、α2＞α1、負のフィードバックを与える）
  - メチルドパ（α2受容体作動性、負のフィードバックを与える）
  - プロプラノロール（β受容体遮断薬）
  - メトプロロール（β受容体遮断薬）
  - アテノロール（β1受容体遮断薬）
  - プラゾシン（α1受容体遮断薬）
  - オキシメタゾリン（部分的α2受容体作動薬）

## 参考資料
1. ↑  Vardanyan, R.S.; Hruby, V.J. (2006). “Cholinomimetics”. Synthesis of Essential Drugs. Elsevier. pp. 179–193. doi:10.1016/b978-044452166-8/50013-3. ISBN 978-0-444-52166-8
2. ↑  “Medicinal Chemistry of Adrenergics and Cholinergics”. 2010年11月4日時点のオリジナルよりアーカイブ。2010年10月23日閲覧。
3. ↑  Karadsheh, N; Kussie, P; Linthicum, DS (1991). “Inhibition of acetylcholinesterase by caffeine, anabasine, methyl pyrrolidine and their derivatives”. Toxicology Letters 55 (3):  335–42. doi:10.1016/0378-4274(91)90015-X. PMID 2003276.